# Santos González (Radsportler)

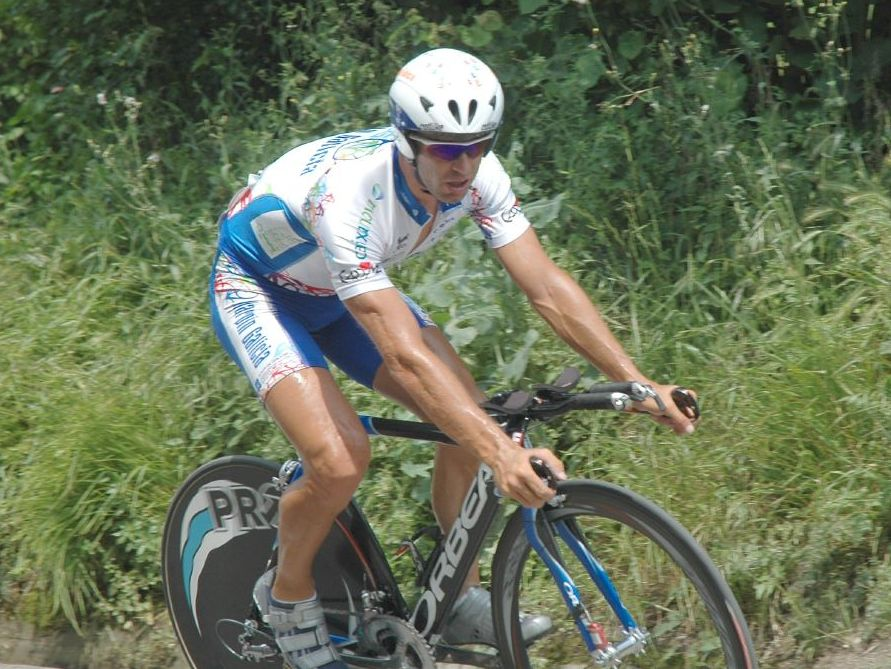
Santos González bei der Euskal Bizikleta 2007

Santos González Capilla (* 17. Dezember 1973 in Alicante) ist ein ehemaliger spanischer Radrennfahrer.
Santos González wurde 1995 Profi bei Kelme. Nach vier Jahren dort und drei weiteren Jahren bei ONCE fuhr der Kletterspezialist jeweils ein Jahr bei den italienischen Teams Acqua e Sapone und Domina Vacanze. 2004 kam er dann zum Schweizer Rennstall Phonak Hearing Systems. Nach den Dopingfällen um Tyler Hamilton, Santiago Pérez und Oskar Camenzind wurde auch er des Dopings verdächtigt und suspendiert. Bei der Murcia-Rundfahrt 2005 wurde er wegen Dopings verwarnt und disqualifiziert. In der Saison 2006 fuhr er für 3 Molinos Resort, 2007 beendete González seine Laufbahn bei Karpin Galicia.

## Erfolge
1994
- eine Etappe Cinturón a Mallorca

1997
- eine Etappe Mexiko-Rundfahrt

1999
- Spanischer Meister – Einzelzeitfahren

2000
- eine Etappe Katalonien-Rundfahrt (Mannschaftszeitfahren)
- eine Etappe Vuelta a Castilla y León
- eine Etappe Vuelta a España

2001
- eine Etappe Katalonien-Rundfahrt (Mannschaftszeitfahren)
- Spanischer Meister – Einzelzeitfahren

2005
- eine Etappe Katalonien-Rundfahrt (Mannschaftszeitfahren)

## Teams
- 1995 Kelme-Sureña
- 1996 Kelme-Artiach
- 1997 Kelme-Costa Blanca
- 1998 Kelme-Costa Blanca
- 1999 O.N.C.E.-Deutsche Bank
- 2000 O.N.C.E.-Deutsche Bank
- 2001 O.N.C.E.-Eroski
- 2002 Acqua & Sapone-Cantina Tollo
- 2003 Domina Vacanze-Elitron
- 2004 Phonak Hearing Systems
- 2005 Phonak Hearing Systems (bis 18.09.)
- 2006 3 Molinos Resort
- 2007 Karpin Galicia